# International Biogeography Society
|  | Dieser Artikel wurde aufgrund von formalen oder inhaltlichen Mängeln in der Qualitätssicherung Biologie zur Verbesserung eingetragen. Dies geschieht, um die Qualität der Biologie-Artikel auf ein akzeptables Niveau zu bringen. Bitte hilf mit, diesen Artikel zu verbessern! Artikel, die nicht signifikant verbessert werden, können gegebenenfalls gelöscht werden. Lies dazu auch die näheren Informationen in den Mindestanforderungen an Biologie-Artikel. |

Die The International Biogeography Society (kurz: TIBS) ist eine 2001 gegründete Fachgesellschaft für die Erforschung der Geographie des Lebens (Biogeographie).
Die Non-Profit-Organisation sieht ihre Aufgabe in der Unterstützung von Vernetzungsansätzen zwischen Biogeographen in verschiedenen akademischen Feldern. Intern will die Gesellschaft diesen Wissenschaftszweig in der Akademischen Community bekannter machen und deren Reputation stärken. Die Ausbildung von jungen Wissenschaftlern in biogeographischen Feldern soll unterstützt werden um die weltweite Biota sach- und fachgerecht erfassen zu können.